# Britische Botschaft Kiew
Die Britische Botschaft Kiew ist der Sitz der diplomatischen Vertretung des Vereinigten Königreichs von Großbritannien und Nordirland in der Ukraine. Das Vereinigte Königreich erkannte die Unabhängigkeit der Ukraine am 31. Dezember 1991 an. Ein Generalkonsulat bestand seit November 1991, die Britische Botschaft in Kiew wurde am 10. Januar 1992 eröffnet.

## Lage
Das Botschaftsgebäude, ein zweigeschossiges Herrenhaus aus dem Jahre 1899, liegt im Rajon Schewtschenko zwischen dem Gebäude des ukrainischen Außenministeriums und dem Andreassteig auf der Desjatynna Wulyzja (Десяти́нна вулиця) Nummer 9.

## Britische Botschafter in der Ukraine
- Himans Simon von 1992 bis 1995

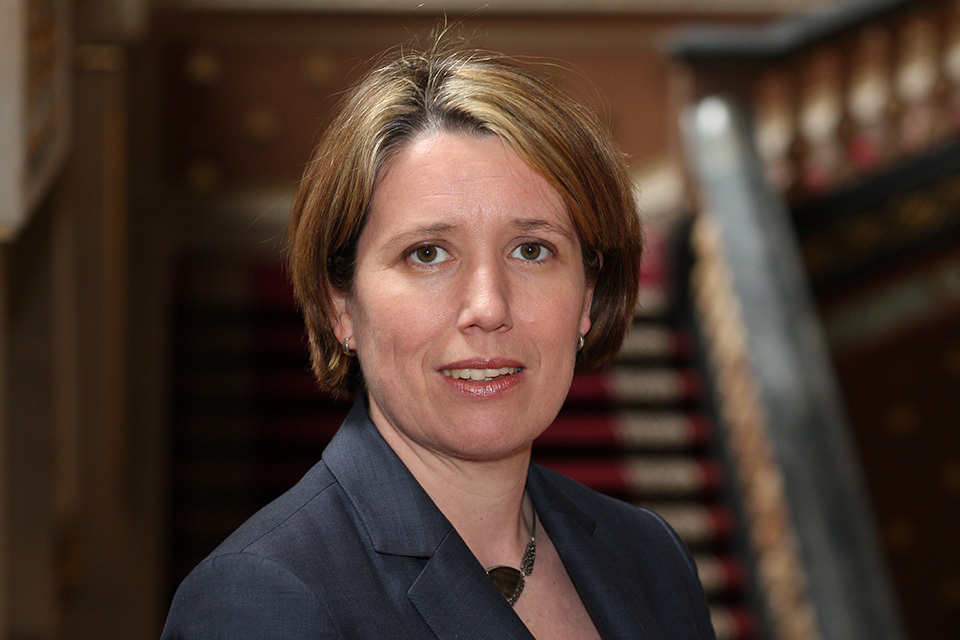
Judith Gough; aktuelle Botschafterin in der Ukraine

- Steven Roy Reeve von 1995 bis 1999
- Roland Smith Hadley von 1999 bis 2002
- Robert Brinkley von 2002 bis 2006
- Timothy Barrow von 2006 bis 2008
- Leigh Turner von 2008 bis 2012
- Simon Smith von 2012[1] bis 2015
- Judith Gough seit 2015